# Μ子催化聚變

μ子催化聚變是一種核聚變過程，可以讓核聚變的發生溫度遠低於正常情況，即使在室溫下或更低的溫度都可以觸發核聚變。它是核催化已知聚變反應的幾種方法之一。
μ子是一種不穩定的亞原子粒子。它們類似電子，但質量是電子207倍以上。如果μ子在氫分子中取代一個電子，原子核將可以比一般狀態更接近
。當原子核併攏，產生核聚變的概率大幅增加，於是核聚變可以在室溫下發生。目前这种方式还难以突破技术，很难使μ子进入原子核周围的轨道，而且μ子的寿命太短暂，所以以它触发的聚变必须非常快。目前制造μ介子的成本也非常昂贵。